# Nothorhina
Nothorhina är ett släkte av skalbaggar som beskrevs av Ludwig Redtenbacher 1845. Nothorhina ingår i familjen långhorningar.
Kladogram enligt Catalogue of Life och Dyntaxa:
| Nothorhina | \| \| Nothorhina gardneri \| \| \| \| \| \| Nothorhina granulicollis \| \| \| \| \| \| reliktbock \| \| \| \| |
|            | \| \| Nothorhina gardneri \| \| \| \| \| \| Nothorhina granulicollis \| \| \| \| \| \| reliktbock \| \| \| \| |
|            | Nothorhina gardneri                                                                                           |
|            | |
|            | Nothorhina granulicollis                                                                                      |
|            | |
|            | reliktbock |
|            | |

## Bildgalleri

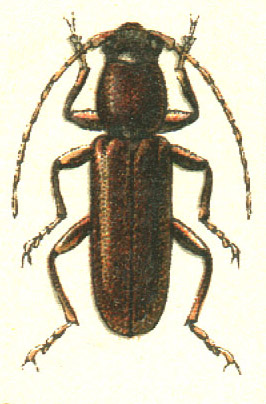
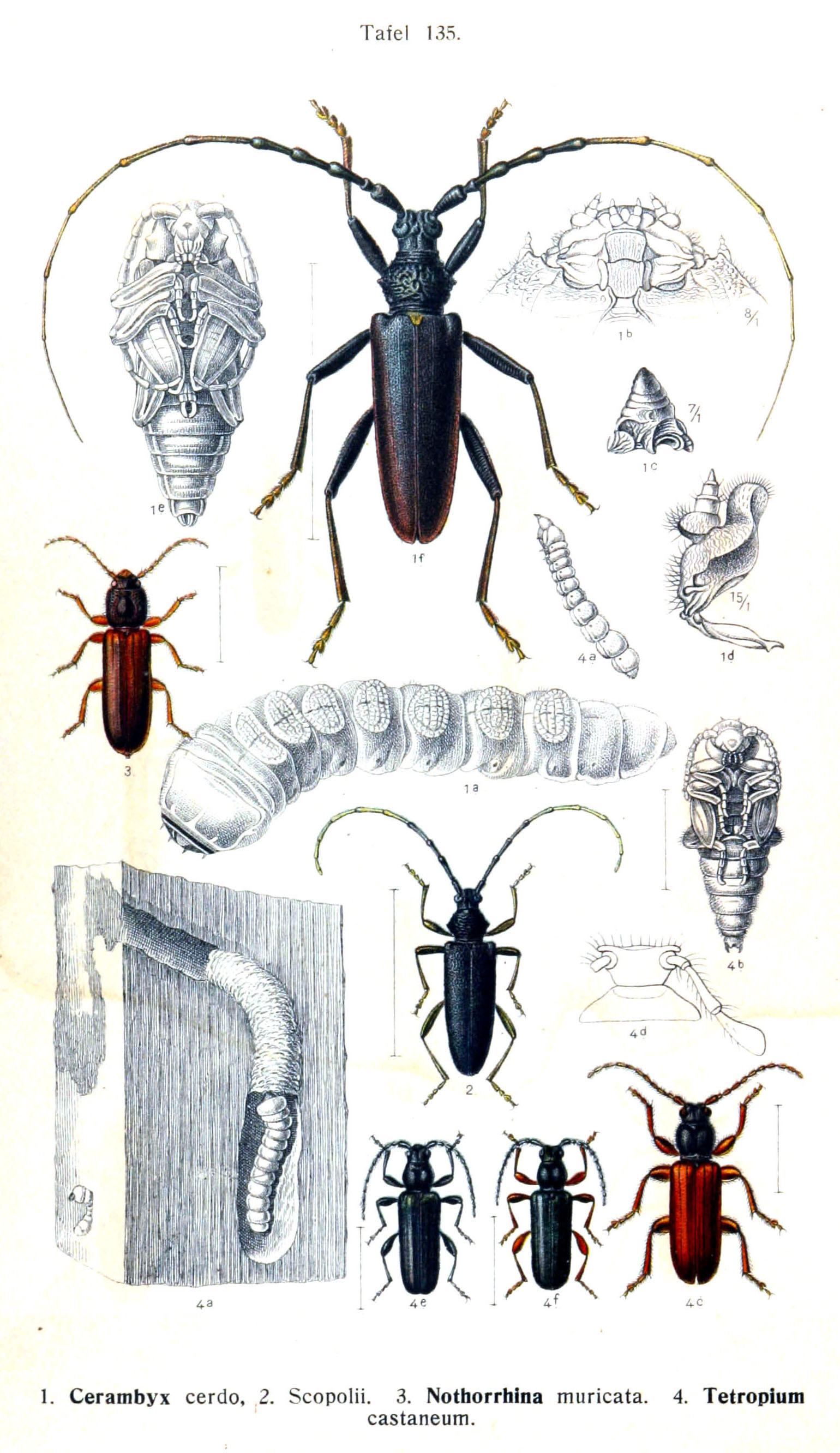